# La Barthe-de-Neste
La Barthe-de-Neste (okzitanisch und gaskognisch La Barta de Nestés) ist eine französische Gemeinde mit 1.245 Einwohnern (Stand 1. Januar 2022) im Département Hautes-Pyrénées in der Region Okzitanien. Sie gehört zum Arrondissement Bagnères-de-Bigorre und zum Kanton Neste, Aure et Louron. Der Ort liegt südlich von Lannemezan am Ufer der Neste, sowie am parallel verlaufenden Bewässerungskanal Canal de la Neste.

## Bevölkerungsentwicklung
- 1962: 1016
- 1968: 1336
- 1975: 1364
- 1982: 1137
- 1990: 1086
- 1999: 1056
- 2015: 1223

## Sehenswürdigkeiten

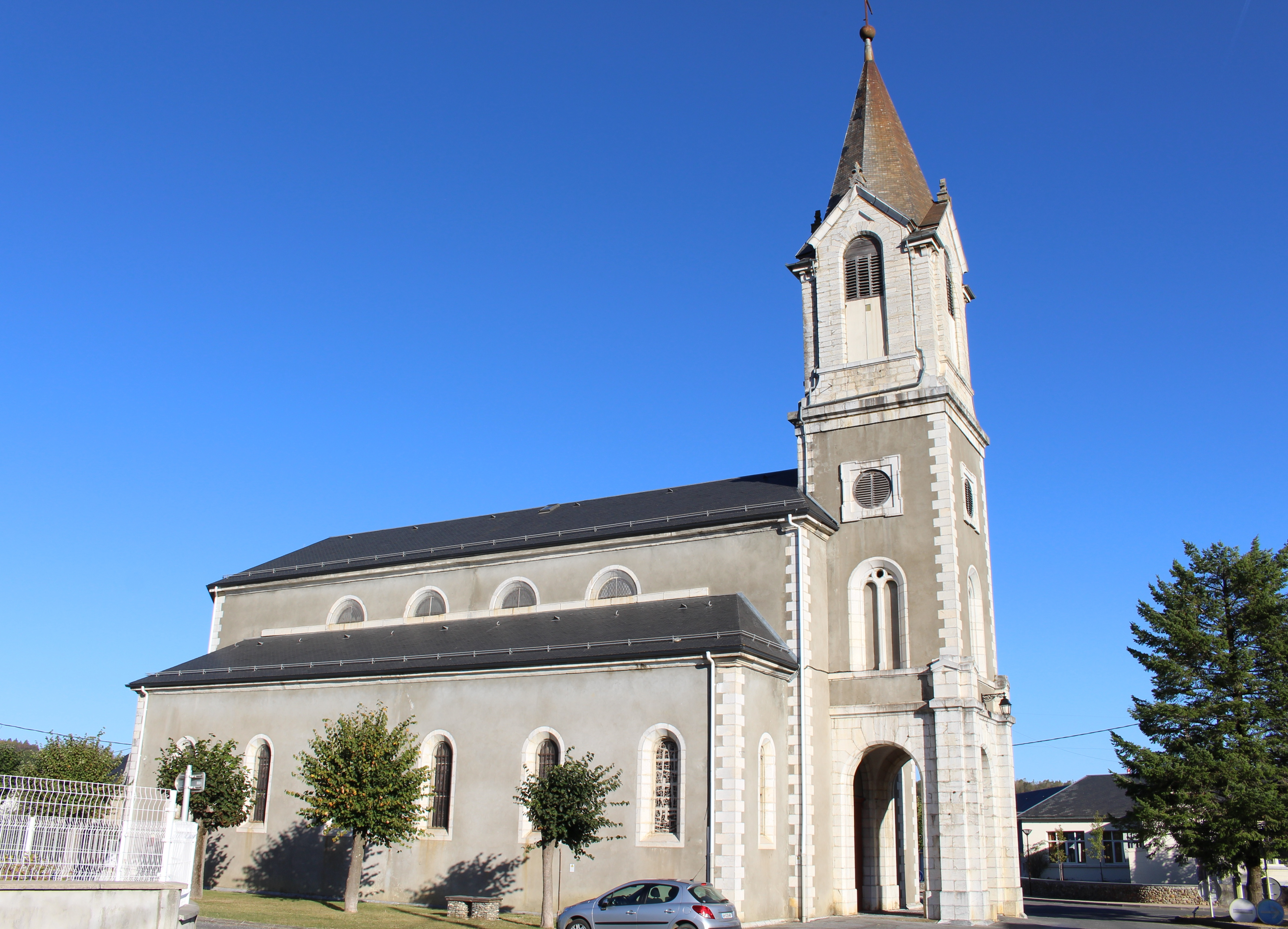
Kirche Saint-Jean-Baptiste

- Kirche Saint-Jean-Baptiste